# بوکسور دوست‌داشتنی من
بوکسور دوست‌داشتنی من (انگلیسی: My Lovely Boxer؛‏ کره‌ای: 순정복서) یک مجموعه تلویزیونی کره جنوبی سال ۲۰۲۳ با بازی لی سانگ یوب، کیم سو هه، پارک جی هوان، کیم هیونگ موک، کیم جین وو، ها سونگ ری و چه وون بین است. این مجموعه از ۲۱ اوت تا ۲ اکتبر ۲۰۲۳، روزهای دوشنبه و سه‌شنبه ساعت ۲۱:۴۵ (کی‌اس‌تی) از کی‌بی‌اس۲ برای ۱۲ قسمت پخش شد.

## بازیگران

### اصلی
- لی سانگ یوب در نقش کیم ته یونگ[۸]
- کیم سو هه در نقش لی کوان سوک[۸]
- پارک جی هوان در نقش کیم اوه بوک[۹]
- کیم هیونگ موک در نقش لی چول یونگ[۶]
- کیم جین وو در نقش هان جه مین[۱۰]
- ها سونگ ری در نقش جونگ سو یون[۶]
- چه وون بین در نقش هان آه روم[۱۱]

### مکمل
- چوی جه وونگ در نقش کیم هی وون[۱۲][۶]
- کیم هی چان در نقش چوی هو جونگ[۶]
- یون این جو در نقش لی یونگ ئه[۶]
- کیم سانگ وو در نقش گو سون جه[۱۳]
- سونگ نو جین در نقش کارآموز سونگ[۱۲]
- لیم یونگ جو در نقش پارک هه جین[۱۲]
- هان دا سول در نقش جو آه را[۱۲]
- سونگ یه بین در نقش اون سول[۱۴]
- کیم سون کی در نقش معلم ارشد[۱۲]
- لی سونگ یی در نقش معلم جونیور[۱۲]
- کیم سانگ بو در نقش پارک کیونگ سو[۶]
- نام ته وو در نقش یانگ مان هی[۱۲]

#### سایر
- مون جونگ هی در نقش مین کیونگ اوک[۱۲]
- شین سو وو در نقش یه جون[۱۲]
- لی اون جو در نقش مادر یه جون[۱۲]